# Colletes cretaceus
Colletes cretaceus är en biart som beskrevs av Ferdinand Morawitz 1876.
Colletes cretaceus ingår i släktet sidenbin och familjen korttungebin. Inga underarter finns listade i Catalogue of Life.